# 塙英子
塙 英子（はなわ えいこ、11月25日 - ）は、日本の女性声優。神奈川県出身。アクセント所属。

## 略歴
横浜国立大学教育学部卒業。
映像テクノアカデミア出身。当初はアールグルッペに所属していたが、2016年3月31日をもって退所。同年4月1日からはアクセント所属。
2010年にアクセントナレーションコンテストを銅賞。2011年にアクセントナレーションコンテストを佳作。

## 人物
趣味には石垣や柱等の構造物を愛でること、ゴルフ、ダンスをそれぞれ挙げている。特技にはホームページ作成とフィギュアスケートをそれぞれ挙げている。
事務所に所属後の最初の出演作品は韓国ドラマの吹き替えである。

## 出演
太字はメインキャラクター。

### テレビアニメ
2014年
- しまじろうのわお!（女医さん）

2016年
- 夏目友人帳 伍（サトミ）

2017年
- プリンセス・プリンシパル（女王）

2018年
- HUGっと!プリキュア（草間）
- アニマエール!（校長先生）

2019年
- どろろ（産婆）
- エガオノダイカ（老妻）
- キャロル&チューズデイ（職員）
- 私、能力は平均値でって言ったよね!（栗原 母）

2020年
- ふしぎ駄菓子屋 銭天堂（2020年 - 2025年、響の母、偽紅子、小湊峰子、日ノ下舞子、秋吉しのぶ 他）

2021年
- オッドタクシー（大家さん）
- SCARLET NEXUS（政治家）

2022年
- ジョジョの奇妙な冒険 ストーンオーシャン（看守長）

2023年
- REVENGER（尼僧A）
- おしりたんてい（きゃく）
- ひろがるスカイ!プリキュア（司書、たけるの祖母、ボランティア、ターサンの妻）
- キボウノチカラ〜オトナプリキュア'23〜（清水さん）
- ドッグシグナル（2023年 - 2024年、江口さん）

2024年
- おじゃる丸（アールグレイ）
- ガールズバンドクライ（校長）
- ハイガクラ（おばば）

2025年
- 魔法つかいプリキュア!!〜MIRAI DAYS〜（職員、アイルの同僚）
- 魔神創造伝ワタル（おばあさん、鳳凰、村人）

### 劇場アニメ
- プリンセス・プリンシパル Crown Handler（2021年 - 2023年、女王） - 3作品[一覧 1]

### ゲーム
- ドラゴンクエストビルダーズ2 破壊神シドーとからっぽの島（2018年）
- モンスターストライク（2020年、マスター・チー[13]）
- ファイナルファンタジーXVI（2023年）[14]
- ハリー・ポッター：魔法の覚醒（2023年、マダムマルキン[15]、ロウル先生[15]、他[15]）

### 吹き替え

#### 映画
- 12モンキーズ（エレナ）
- 赤毛のアン（レイチェル・リンド〈ケイト・ヘニッヒ〉）
- アン・ハサウェイ 魔法の国のプリンセス（オルガ夫人〈ジョアンナ・ラムレイ〉）
- MI5:消された機密ファイル（アナ）
- あなたとのキスまでの距離（メーガン・メイノルズ〈エイミー・ライアン〉）
- フランキー&アリス（エドナ・マードック〈フィリシア・ラシャド〉）
- イフ・アイ・ステイ 愛が還る場所（ミアの祖母）
- エニシング・イズ・ポッシブル
- アベンジャーズ/エイジ・オブ・ウルトロン（ズリンカ〈ドミニク・プロヴォ＝チョークリー〉[16]）
- ミッション:インポッシブル/ローグ・ネイション（オークション司会〈ケイティ・パティンソン〉[17]）
- バットマン vs スーパーマン ジャスティスの誕生（CNN女性[18]）
- パワーレンジャー（ザックの母[19]）
- チェイサー（マーゴ）
- 3人のキリスト（エイブラムス医師〈ジェーン・アレクサンダー〉）
- バッドボーイズ フォー・ライフ（2020年、イサベル・アレタス〈ケイト・デル・カスティーリョ〉[20]）
- ストーリー・オブ・マイライフ/わたしの若草物語（2020年、カーク夫人〈メアリーアン・プランケット〉[21]）
- ザ・スイッチ（2021年、ジョシュ母[22]）
- でっかくなっちゃった赤い子犬 僕はクリフォード（2022年、マッキンリー〈カレン・リン・ゴーニー〉[23]）
- フレンチ・ディスパッチ ザ・リバティ、カンザス・イヴニング・サン別冊（2022年、シモーヌ〈レア・セドゥ〉、ジュリエット〈リナ・クードリ〉[24]）
- ソニック・ザ・ムービー/ソニック VS ナックルズ（2022年、女優[25]）
- 犯罪都市 PUNISHMENT（2024年、ソンジェ母〈ペ・ヘソン〉[26]）
- スノーマンに恋して（2024年、ドッティ〈ケイティ・ミクソン〉）

#### ドラマ
- ビッグ 〜愛は奇跡〜
- レバレッジ 〜詐欺師たちの流儀
- グットラック・チャーリー
- 項羽と劉邦 King's War
- ヴァイキング 〜海の覇者たち〜（シギー〈ジェサリン・ギルシグ〉[27]）
- ネイルサロン・パリス 〜恋はゆび先から〜
- CSI:14 科学捜査班
- 奇皇后
- エレメンタリー ホームズ&ワトソン in NY
- メンタリスト（マケンナ 他）
- 私はラブ・リーガル6 フィナーレ
- うわさのツインズ リブとマディ
- FARGO/ファーゴ
- ジェーン・ザ・ヴァージン
- エージェント・カーター（ローズ）
- SCORPION/スコーピオン（ウォルターの母）
- MR. ROBOT/ミスター・ロボット
- SUPERGIRL/スーパーガール
- まほうのレシピ
- ダーク・マテリアルズ/黄金の羅針盤（ヘスター）※スター・チャンネル版
- 青春の記録（2020年、イヨン[28]）
- ブリジャートン家（2020年、ポーシャ〈ポリー・ウォーカー〉）
- ムーンナイト（2022年）
- ダーマー（2022年、シャリ〈モリー・リングウォルド〉）
- アメリカン・クライム・ストーリー/弾劾裁判（2024年、ルシアン・ゴールドバーグ〈マーゴ・マーティンデイル〉[29]）

#### アニメ
- アダムス・ファミリー（ペチュニア[30]）
- アダムス・ファミリー2 アメリカ横断旅行!（観客女性2[31]）
- オクトノーツと水中のどうくつ（ライラ）
- オクトノーツと地上のミッション（ライラ）
- 時光代理人 -LINK CLICK-（町民）
- トランスフォーマー アドベンチャー -マイクロンの章-（不動産業者）
- 百妖譜（占い老婆 / クモの妖怪）
- ミラキュラス レディバグ&シャノワール（サビーヌ・チェン）

### ラジオ
※はインターネット配信。
- 癒しの香ギャラリー（2011年 - 2013年、日本香堂※）火曜パーソナリティ

### 舞台・朗読
- 東日本復興支援チャリティーコンサート『未来への伝言』（2011年7月29日・自由学園明日館、2011年7月30日・円光院）
- 朗読の日（2012年6月16日、銀座博品館劇場）
- 劇団蝶能力『色紙みたいな恋をして』（2014年5月30日 - 6月1日） - 美里の母 役（声の出演）
- 歌とピアノで贈る朗読劇『人形娘と罪を叶える歌』（2014年9月27日、四谷天窓comfort）

### シリーズ一覧
1. ↑  第1章（2021年）、第2章（2021年）、第3章（2023年）